# Granmadesmus minor
Granmadesmus minor är en mångfotingart som beskrevs av Peréz-Asso 1990. Granmadesmus minor ingår i släktet Granmadesmus och familjen Chelodesmidae. Inga underarter finns listade i Catalogue of Life.